# ديفيد دايسون
ديفيد دايسون (بالإنجليزية: David Dyson)‏ هو عازف جاز أمريكي، ولد في 3 أبريل 1965 في رابيد سيتي في الولايات المتحدة.

## وصلات خارجية
- ديفيد دايسون على موقع ميوزك برينز (الإنجليزية)